# NGC 686
NGC 686 je galaksija u zviježđu Kemijska peć.

## Vanjske poveznice
- SEDS: NGC 0686